# Alina Frasa
Alina Frasa, född Helena Anderlé, 25 januari 1834 i Bad Reichenhall, död 31 maj 1899 i Helsingfors, var en finländsk ballerina. Hon räknas som Finlands första ballerina.
Frasa anlände till Åbo som tolvåring med ett turnerande italienskt balettsällskap från Riga år 1846. Det leddes av den genuesiske balettmästaren Domenico Rossetti och omfattade åtminstone sex barn, alla med artistnamnet Anderlé eller Ferla. 
Frasa var huvudrollsinnehavare i barnbaletten, och hon blev uppmärksammad och beundrad i Finland. Rossetti gav också danslektioner, där Frasa medverkade som assistent. 1847 fortsatte resten av sällskapet till S:t Petersburg, medan Adelina Frasa bosatte sig i Borgå med Johanna (Jeanne) Frasa, hennes son Frans Peter Frasa, hennes dotter Benedicta och svärson Christian Petter Breda. Breda blev sedan kapellmästare och ackompanjerade Alina Frasa, som gav balettlektioner. Vid invigningen av Borgå teaterhus i december 1847 gav Frasa en föreställning ackompanjerad av Breda. Hon gav också lektioner i Tavastehus och Helsingfors – i den sistnämnda staden uppträdde hon på värdshus – och så småningom i småstäder över hela Finland. 
Alina Frasa hade en stor betydelse för danskonstens spridning i Finland.
Frasa blev 1851 änkan Maria Helena Tammelins fosterdotter. I januari 1852 beviljades hon finskt medborgarskap, och 1865 gifte hon sig med köpmannen Johan Robert Ahrenius. 